# 国道507号
国道507号（こくどう507ごう）は、沖縄県糸満市から那覇市に至る一般国道である。

## 概要
沖縄本島の南端に位置する糸満市の市街地にある糸満から、島の南部を反時計回りに描くように半周して、那覇市楚辺の国道330号交点（古波蔵交差点）とを結ぶ延長約30 kmの一般国道の路線で、主な通過地は、島尻郡八重瀬町、島尻郡南風原町である。路線延長の約半分にあたる、起点の糸満 - 島尻郡八重瀬町・具志頭交差点間は、国道331号との重用区間で、具志頭 - 終点の那覇・古波蔵間が単独の実延長区間である。
日本の国道の中で、もっとも大きな番号を持つ国道である。沖縄の本土復帰前は、琉球政府道46号線として現在の沖縄県道46号線と合わせ、那覇市安里から八重瀬町（当時は具志頭村）具志頭までを結んでいた。復帰後は県道を経て、1993年（平成5年）に国道に昇格された。
そして2007年（平成19年）にはこれまで国道329号だった那覇市上間 - 古波蔵の区間が同国道の本線を那覇東バイパスに移したため、管理を沖縄県に移した上で当国道の路線となった。

### 路線データ
一般国道の路線を指定する政令に基づく起終点および重要な経過地は次のとおり。
- 起点：糸満市（字糸満、国道331号）
- 終点：那覇市（旭橋交差点 = 国道330号）
- 重要な経過地：沖縄県島尻郡具志頭村[注釈 3]、同郡南風原町
- 総延長 : 30.3 km（重用延長を含む。）[3][注釈 4]
- 重用延長 : 13.1 km[3][注釈 4]
- 未供用延長 : なし[3][注釈 4]
- 実延長 : 17.3 km[3][注釈 4]
  - 現道 : 12.9 km[3][注釈 4]
  - 旧道 : 2.2 km[3][注釈 4]
  - 新道 : 2.1 km[3][注釈 4]
- 指定区間：国道331号、国道329号と重複する区間（糸満市糸満（起点） - 島尻郡八重瀬町・具志頭交差点、那覇市仲井真 - 上間交差点）[4]

### 実延長区間
- 起点：島尻郡八重瀬町字具志頭（具志頭交差点 = 国道331号）
- 終点：那覇市古波蔵（古波蔵交差点[5] = 国道330号・沖縄県道221号那覇内環状線）

## 歴史
- 1953年（昭和28年） - 与那原町森下 - 那覇市東町間が琉球政府道44号線、真和志村（現：那覇市）安里 - 具志頭村（現：八重瀬町）具志頭間が琉球政府道46号線となる。
- 1972年（昭和47年）5月 - 本土復帰と同時に政府道44号（与那原 - 那覇）の区間は国道329号、政府道46号線は沖縄県道46号線となる。
- 1976年（昭和51年）
  - 4月 - 県道46号線のうち那覇市国場 - 具志頭村（現：八重瀬町）具志頭間が主要地方道に昇格、那覇具志頭線（県道76号）となる。
  - 12月 - 国道329号の南風原村（現：南風原町）兼城 - 那覇市古波蔵の区間の那覇市街向け外側車線でバス専用レーンが実施される[注釈 5]。
- 1982年（昭和57年） - 国道329号那覇市国場 - 旭町間で中央線変移規制が実施される（朝7:00 - 9:00、那覇市街向け3車線・与那原向け1車線）。
- 1993年（平成5年）4月1日 - 主要地方道那覇具志頭線が国道に昇格、一般国道507号となる（正式な区間は糸満市 - 那覇市で、糸満 - 具志頭間の国道331号と那覇市国場 - 旭町の当時の国道329号も含まれる）。
- 2000年（平成12年）6月 - 那覇空港自動車道南風原道路開通に合わせ津嘉山バイパスが一部開通（その後2003年と2010年にも一部が開通）。
- 2007年（平成19年）10月 - 国道329号の那覇市内の大半の区間が那覇東バイパスに本線を移したことに伴い、並行する従来の旧道区間（上間 - 旭町）が同国道の指定区間から外れ沖縄県に移管、このうち上間交差点 - 古波蔵交差点の区間が当国道の区間となる[5]。
- 2014年（平成26年）4月15日 - 津嘉山バイパス全線開通[6]

## 路線状況

### 重複区間
- 国道331号（起点 - 八重瀬町具志頭交差点）
- 国道329号（那覇市仲井真 - 上間交差点）
- 国道330号（那覇市古波蔵交差点 - 終点）

### バイパス
- 津嘉山バイパス（八重瀬町東風平 - 那覇市仲井真。うち八重瀬町東風平 - 屋宜原の区間は現道改良で4車線に拡幅）
- 八重瀬道路（八重瀬町具志頭 - 東風平の現道区間を4車線に拡幅）

### 主な交通規制
この他、バスレーンや中央線変移区間の施行時間帯を除き、片側2車線の区間の一部に車両通行区分の規制がある。

#### バスレーン
| 区間                            | 方面                           | 時間帯      | 備考                                 |
| ------------------------------- | ------------------------------ | ----------- | ------------------------------------ |
| 那覇市上間交差点 - 古波蔵交差点 | 古波蔵方面のみ、バス専用レーン | 7:30 - 9:00 | 土曜、日曜、休日、1月2日 - 3日を除く |

#### 中央線変移区間
| 区間                            | 車線数                         | 時間帯      | 備考                                 |
| ------------------------------- | ------------------------------ | ----------- | ------------------------------------ |
| 那覇市国場交差点 - 古波蔵交差点 | 古波蔵向け3車線・国場向け1車線 | 7:30 - 9:00 | 土曜、日曜、休日、1月2日 - 3日を除く |

#### 異常気象時通行規制区間
| 区間                 | 規制内容                        |
| -------------------- | ------------------------------- |
| 那覇市国場交差点付近 | 路面冠水が30 cm以上になった場合 |

## 地理
沿線にはサトウキビ畑が広がる。国道331号と重複する区間の、沖縄本島の南部で糸満市の南東端に平和祈念公園があり、摩文仁の丘や、沖縄県平和祈念資料館がある。

### 通過する自治体
- 沖縄県
  - 糸満市 - 島尻郡八重瀬町 - 島尻郡南風原町 - 那覇市

### 交差する道路
- 国道331号（起点）
  - 沖縄西海岸道路糸満道路（起点 - 糸満市真栄里）
- 沖縄県道77号糸満与那原線（起点）
- 沖縄県道256号豊見城糸満線（糸満市真栄里）
- 沖縄県道223号魂魄之塔線（糸満市米須）
- 沖縄県道7号奥武山米須線（同）
- 沖縄県道15号線（八重瀬町仲座）
- 沖縄県道54号線・沖縄県道250号糸満具志頭線（同）
- 国道331号（八重瀬町具志頭）
- 沖縄県道52号線（八重瀬町富盛）
- 沖縄県道131号線（八重瀬町東風平）
- 沖縄県道77号糸満与那原線（八重瀬町東風平交差点）
- 沖縄県道249号東風平豊見城線（八重瀬町友寄）
- 沖縄県道48号線（八重瀬町外間・南風原町神里）
- 沖縄県道82号那覇糸満線（八重瀬町外間・南風原町山川・同町津嘉山・那覇市上間）
- 沖縄県道86号南風原知念線（南風原町山川）
- E58 那覇空港自動車道（国道506号）
  - 南風原道路（南風原町山川）
    - 南風原南インターチェンジ（南風原町山川）

  - 豊見城東道路（通過のみ・南風原町津嘉山）
- 沖縄県道128号線（南風原町津嘉山）
- 国道329号（那覇市仲井真交差点・仲井真 - 上間）
- 沖縄県道46号線（那覇市国場交差点）
- 沖縄県道11号線（那覇市古波蔵）
- 国道330号（那覇市古波蔵交差点）
- 沖縄県道221号那覇内環状線（那覇市古波蔵交差点（小禄方面。与儀方面は国道330号と重複））
- 沖縄県道222号真地泉崎線（那覇市泉崎旭町交差点）
- 国道58号（終点）
- 国道329号（終点、国道58号那覇空港方面と重複）
- 国道390号（終点）

## 路線バス
- 6番・那覇おもろまち線（那覇バス市内線） 那覇市国場交差点 - 古波蔵交差点
- 12番・国場線（那覇バス市内線） 那覇市上間交差点 - 古波蔵交差点
- 18番・首里駅線（沖縄バス） 那覇市上間交差点 - 古波蔵交差点
- 30番・泡瀬東線（東陽バス） 那覇市上間交差点 - 古波蔵交差点
- 34番・糸満（東風平）線（沖縄バス） 八重瀬町富盛 - 那覇市古波蔵
- 35番・糸満（志多伯）線（沖縄バス） 八重瀬町東風平 - 那覇市国場
- 36番・糸満新里線（沖縄バス） 八重瀬町富盛 - 東風平（富盛南 - 東風平南三叉路間は富盛経由のみ）
- 37番・那覇新開線（東陽バス） 那覇市上間交差点 - 古波蔵交差点
- 38番・志喜屋線（東陽バス） 那覇市上間交差点 - 古波蔵交差点
- 39番・南城線（沖縄バス） 那覇市上間交差点 - 古波蔵交差点
- 40番・大里線（沖縄バス） 那覇市上間交差点 - 国場交差点
- 41番・つきしろの街線（沖縄バス） 那覇市上間交差点 - 古波蔵交差点
- 45番・与根線（那覇バス） 那覇市古波蔵真玉橋交差点 - 古波蔵交差点（豊見城高校前経由を除く）
- 50番・百名（東風平）線（琉球バス交通） 八重瀬町具志頭 - 那覇市古波蔵（八重瀬町富盛北 - 東風平座喜味入口の区間を除く）
- 51番・百名（船越）線（琉球バス交通） 八重瀬町外間 - 那覇市古波蔵交差点
- 54番・前川線（琉球バス交通） 八重瀬町東風平座喜味入口 - 外間 - 那覇市古波蔵交差点（東風平 - 外間の区間は東風平経由のみ）
- 83番・玉泉洞線（琉球バス交通） 八重瀬町具志頭交差点 - 那覇市古波蔵交差点（八重瀬町富盛北 - 東風平座喜味入口の区間を除く）
- 100番・津嘉山線（沖縄バス） 南風原町津嘉山 - 那覇市古波蔵
- 111番・高速バス（4社共同運行） 那覇市上間交差点 - 古波蔵交差点
- 113番・具志川空港線（琉球バス交通） 那覇市上間交差点 - 古波蔵交差点
- 117番・高速バス（美ら海直行）（東陽バスを除く3社共同運行） 那覇市上間交差点 - 古波蔵交差点
- 123番・石川空港線（琉球バス交通） 那覇市上間交差点 - 古波蔵交差点
- 127番・屋慶名（高速）線（沖縄バス） 那覇市上間交差点 - 古波蔵交差点
- 152番・イオンモール沖縄ライカム線（沖縄バス） 那覇市上間交差点 - 古波蔵交差点
- 200番・糸満おもろまち線（沖縄バス） 八重瀬町東風平 - 那覇市古波蔵
- 235番・志多伯おもろまち線（沖縄バス） 八重瀬町東風平 - 那覇市国場
- 309番・大里結の街線（沖縄バス） 那覇市上間交差点 - 国場交差点
- 334番・国立劇場おきなわ線（沖縄バス） 八重瀬町富盛 - 那覇市古波蔵
- 338番・斎場御嶽線（東陽バス） 那覇市上間交差点 - 古波蔵交差点
- 339番・南城結の街線（沖縄バス） 那覇市上間交差点 - 古波蔵交差点